# Halina Reijn
Halina Reijn (Ámsterdam, 10 de noviembre de 1975) es una actriz, escritora y directora de cine neerlandesa.
Reijn desarrolló un interés por la actuación cuando su niñera la llevó a ver Annie, una adaptación cinematográfica del musical de Broadway. Después de la muerte de su padre, su familia se mudó a un barrio recién construido de Groningen para escapar del aislamiento. Desde los once años en adelante, bajo la tutela de Josja Hamann, asistió al Teatro Vooropleiding en Groningen, una academia selectiva.
Reijn se formó profesionalmente en la Academia de Artes Dramáticas de Maastricht , donde se graduó en 1998. A lo largo de sus años de estudiante, tuvo varios papeles menores en la televisión.
En 2024, Reijn escribió, produjo y dirigió el thriller erótico Babygirl, con Nicole Kidman en el papel principal; sigue a Kidman como una directora ejecutiva que inicia un romance con un joven pasante, interpretado por Harris Dickinson. La película, que marca su segunda colaboración directa con A24, comenzó a filmarse en diciembre de 2023. La película se estrenó en el Festival Internacional de Cine de Venecia, mientras competía por el prestigioso León de Oro . Será estrenada por A24 en Estados Unidos el 20 de diciembre de 2024.

## Créditos como directora
| Año  | Título               | Directora | Escritora | Productora | Notes        | Ref         |
| ---- | -------------------- | --------- | --------- | ---------- | ------------ | ----------- |
| 2019 | Instinct             | Sí        | Sí        | Sí         |              | [ 4 ] [ 5 ] |
| 2021 | For The Birds        | Sí        | Sí        | Sí         | Cortometraje | [ 6 ]       |
| 2022 | Bodies Bodies Bodies | Sí        | No        | No         |              | [ 7 ]       |
| 2024 | Babygirl             | Sí        | Sí        | Sí         |              |             |